# Сказкин, Михаил Ананьевич
Михаил Ананьевич Сказкин (настоящая фамилия — Лебедев; 19 декабря 1883, Темта, Варнавинский уезд — 30 декабря 1967, Малое Климово, Уренский район) — русский сказочник.
Родился в бедной крестьянской семье. В детстве работал на мельнице, где за увлечение сказками получил соответствующее прозвище, которое впоследствии перешло в официальные документы. После начала Первой мировой войны был призван в армию, сражался на Западном фронте.
В 1920-х годах переселился в недавно основанное селение Малое Климово, будучи плотником, строил в деревне новые дома. Постепенно стал известен как искусный рассказчик сказок среди односельчан и жителей окрестных деревень. В 1938 году впервые были сделаны записи его рассказов (студентами-фольклористами Н. М. Галочкиным и П. И. Букановым). Существенный вклад в популяризацию Сказкина внесла Н. Д. Комовская: в 1940-х годах ею были произведены записи большей части репертуара сказителя и в 1952 году издан сборник его сказок. Также в 1950-е годы сказки Михаила Ананьвича публиковались в сборниках сказок Горьковской области. В 2013 году было выпущено наиболее полное собрание репертуара сказочника «Дед Сказкин».
Репертуар Сказкина включал свыше 100 сказок и около 50 песен. Согласно КЛЭ, «будучи мастером традиционной, особенно сложной по фабуле волшебной сказки, Сказкин, последовательно обновлял традицию и обращался к современности. В повествовании он делал нередко социальные акценты, обращал внимание на личные качества героев».